# 贝利亚帮
贝利亚帮（俄语：банда Берии）是苏联共产党内的一个非正式派系，源于苏联內務人民委員部部长拉夫连季·帕夫洛维奇·贝利亚在1953年被捕后，他在国家安全部门和各加盟共和国安全部门的亲信党羽也纷纷被捕，提交苏联最高法院特别审理，因为被捕人员派系印象鮮明，所以报纸媒体以帮派称呼。

## 成员
- 弗谢沃洛德·尼古拉耶维奇·梅尔库洛夫——苏联国家保安部长、后任国家监察部部长
- 弗拉基米尔·格奥尔吉耶维奇·捷卡诺佐夫——苏联内务部司长、格鲁吉亚共和国内务部长
- 波格丹·扎哈罗维奇·科布洛夫——苏联国家保安部副部长、后任苏联内务部副部长
- 谢尔盖·阿尔谢尼耶维奇·戈格利泽——格鲁吉亚共和国内务部长、后任苏联内务部司长
- 帕维尔·雅科夫列维奇·梅希克——苏联内务部司长、后任乌克兰共和国内务部长
- 列夫·叶梅利亚诺维奇·弗洛德济米尔斯基——内务部重大案件侦察局局长
- 米尔·贾法尔·巴吉罗夫——阿塞拜疆共和国党中央第一书记
- 维克托·谢苗诺维奇·阿巴库莫夫——苏联国家安全部部长
- 米哈伊尔·德米特里耶维奇·留明——苏联国家安全部副部长
- 鲁边·安巴祖尔维奇·马尔卡良——亚美尼亚共和国内务部委员
- 所罗门·拉斐洛维奇·米尔施泰因——乌克兰共和国内务部副部长
- 季莫菲·米哈伊洛维奇·博尔谢夫——土库曼斯坦共和国内务部部长
- 霍连·伊万诺维奇·格里戈良——亚美尼亚共和国内务部副部长
- 阿迦-萨利姆·阿塔基希耶夫——阿塞拜疆共和国内务部第一副部长
- 斯捷潘·费奥多罗维奇·叶梅利亚诺夫——阿塞拜疆共和国内务部部长
- 尼古拉·马克西莫维奇·鲁哈泽——格鲁吉亚共和国国家安全部部长
- 阿夫克先季·纳尼基维奇·拉巴瓦——格鲁吉亚共和国司法部部长、监察部部长
- 沙尔瓦·奥塔罗维奇·采列捷利——格鲁吉亚共和国内务部第一副部长
- 康斯坦丁·萨维茨基——苏联内务部助理
- 尼基塔·阿尔卡季耶维奇·克里米恩——亚美尼亚共和国国家安全部部长